# トゥーンバ市長
トゥーンバ市長 (Mayor of Toowoomba) は、オーストラリア連邦クイーンズランド州トゥーンバの首長である。

## 一覧
| #  | 氏名                                         | 任期            |
| -- | -------------------------------------------- | --------------- |
| 1  | ウィリアム・ヘンリー・グルーム               | 1861年 - 1862年 |
| 2  | エイブラハム・ハミルトン・トンプソン         | 1863年 - 1864年 |
| 3  | ウィリアム・ヘンリー・グルーム               | 1864年          |
| 4  | トーマス・ジョージ・ロビンソン               | 1865年          |
| 5  | エドウィン・ウッドワード・ロビンソン         | 1866年          |
| 6  | ウィリアム・ヘンリー・グルーム               | 1867年          |
| 7  | ジョセフ・ワンダレイ                         | 1868年 - 1869年 |
| 8  | ヘンリー・スピロ                             | 1870年          |
| 9  | マイケル・パワー                             | 1871年          |
| 10 | リチャード・ゴッドソル                       | 1872年          |
| 11 | ヘンリー・スピロ                             | 1873年          |
| 12 | ロバート・オーランド                         | 1874年 - 1875年 |
| 13 | ジョン・ガーゲット                           | 1876年 - 1878年 |
| 14 | リチャード・ゴッドソル                       | 1879年          |
| 15 | ジョーゼフ・マッキンタイア                   | 1880年          |
| 16 | ジョン・マクリーシュ                         | 1881年          |
| 17 | ジェームズ・キャンベル                       | 1882年          |
| 18 | ウィリアム・ヘンリー・グルーム               | 1883年 - 1884年 |
| 19 | ジョン・ガーゲット                           | 1885年          |
| 20 | チャールズ・キャンベル                       | 1886年          |
| 21 | ジョン・フォガーティ                         | 1887年          |
| 22 | トーマス・トレヴィザン                       | 1888年          |
| 23 | エドマンド・ボーランド                       | 1889年          |
| 24 | ジェームス・テイラー                         | 1890年          |
| 25 | ギルバート・コーリー                         | 1891年          |
| 26 | ウィリアム・ソーン                           | 1893年          |
| 27 | アーチボルド・マンロー                       | 1894年          |
| 28 | マルコム・ゲデス                             | 1895年          |
| 29 | アレグザンダー・メイズ                       | 1896年          |
| 30 | エドマンド・ボーランド                       | 1897年          |
| 31 | ロバート・シンクレア                         | 1898年          |
| 32 | ヒュー・キャンベル・ポインター               | 1899年          |
| 33 | マシュー・キーフ                             | 1900年          |
| 34 | チャールズ・ロウボサム                       | 1901年 - 1902年 |
| 35 | アレグザンダー・メイズ                       | 1903年          |
| 36 | トーマス・バーストウ                         | 1904年          |
| 37 | バーナード・ジョーゼフ・ビアーン             | 1905年          |
| 38 | エドウィン・ゴッドソル                       | 1906年 - 1907年 |
| 39 | トーマス・バーストウ                         | 1907年          |
| 40 | ヘンリー・ウェッブ                           | 1908年          |
| 41 | ジョブ・イーグルス・ストーン                 | 1909年          |
| 42 | ヴァーノン・レッドウッド                     | 1910年          |
| 43 | ヘンリー・キング・アルフォード               | 1911年 - 1912年 |
| 44 | ジョン・アトキンス                           | 1913年          |
| 45 | デイヴィッド・ボーランド                     | 1914年          |
| 46 | ヘンリー・ウェッブ                           | 1915年          |
| 47 | アルフレッド・マクウォーターズ               | 1916年          |
| 48 | アレグザンダー・メイズ                       | 1917年          |
| 49 | トーマス・プライス                           | 1918年          |
| 50 | トーマス・バーストウ                         | 1919年          |
| 51 | アルフレッド・リチャード・ゴッドソル         | 1920年 - 1924年 |
| 52 | ジェームズ・ダグラス・アナンド               | 1924年 - 1930年 |
| 53 | フランク・パターソン                         | 1930年 - 1933年 |
| 54 | ジェームズ・ダグラス・アナンド               | 1933年 - 1949年 |
| 55 | アレグザンダー・ロイ・マグレガー             | 1949年 - 1952年 |
| 56 | ジェームズ・ダグラス・アナンド               | 1952年          |
| 57 | マーヴィン・ジョン・レジナルド・アンダーソン | 1952年 - 1958年 |
| 58 | ジャック・マッカファティ                     | 1958年 - 1967年 |
| 59 | ネル・エリザベス・ロビンソン                 | 1967年 - 1981年 |
| 60 | ジョン・エドマンド・ダガン                   | 1981年          |
| 61 | クライブ・バーホーファー                     | 1982年 - 1992年 |
| 62 | ロス・ミラー                                 | 1993年 - 1996年 |
| 63 | トニー・バーク                               | 1997年 - 2000年 |
| 64 | ディ・ソーリー                               | 2000年 - 2008年 |
| –  | 市議会l                                      | 2008年3月       |
| 65 | ピーター・テイラー                           | 2008年 - 2012年 |
| 66 | ポール・アントニオ                           | 2012〜現在      |